# Paracrama angustimargo
Paracrama angustimargo är en fjärilsart som beskrevs av W. Warren 1916. Paracrama angustimargo ingår i släktet Paracrama och familjen trågspinnare. Inga underarter finns listade i Catalogue of Life.